# Park Zhongshan w Pekinie
Park Zhongshan (chiń. upr. 北京中山公园, chiń. trad. 北京中山公園, pinyin Běijīng Zhōngshān Gōngyuán) – park znajdujący się w Pekinie, po zachodniej stronie drogi łączącej Bramę Niebiańskiego Spokoju z Zakazanym Miastem, po wschodniej stronie Zhongnanhai, naprzeciwko świątyni Cesarskich Przodków. Jego początki sięgają czasów dynastii Liao (916-1125). Po upadku monarchii, w 1914 roku został uznany za park miejski i udostępniony ogółowi. W 1928 roku otrzymał imię Sun Jat-sena (pinyin Sūn Zhōngshān). Jest to jeden z ponad 40 parków w Chinach nazwanych na cześć ojca Republiki Chińskiej.

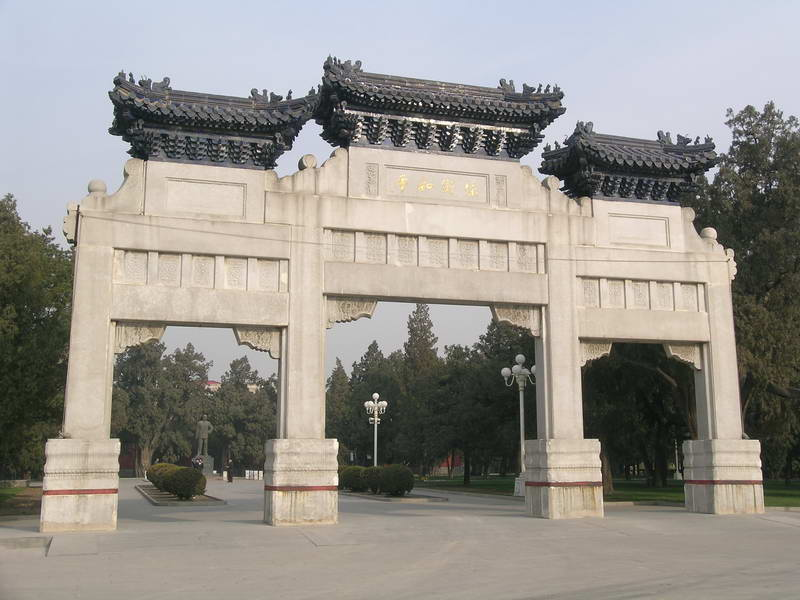
Brama ku czci barona von Kettelera

Park Zhongshan zajmuje powierzchnię 24 hektarów. Tuż za głównym wejściem, znajdującym się po zachodniej stronie Bramy Niebiańskiego Spokoju, wznosi się pawilon z dwoma odchodzącymi w bok długimi korytarzami. Za pawilonem znajduje się wykonana z białego marmuru brama, którą rząd chiński po upadku powstania bokserów musiał wznieść ku pamięci zamordowanego przez powstańców niemieckiego ambasadora barona Clemensa von Kettelera. Brama ta pierwotnie stała w rejonie zachodniego krańca alei Xizongbu, ale po I wojnie światowej przeniesiono ją w obecne miejsce, a na jej szczycie wyryto napis „Triumf Sprawiedliwości” (公理战胜, Gongli Zhansheng). Po powstaniu Chińskiej Republiki Ludowej umieszczono na niej nowy napis o treści „Bronić Pokoju” (保卫和平, Baowei Heping), autorstwa Guo Moruo. Od bramy wiedzie obsadzona sosnami ścieżka, na końcu której znajduje się olbrzymi głaz, przeniesiony tu z Yuanmingyuanu. Park porasta wiele drzew, m.in. ponad 1000-letnie cyprysy. Na terenie całego parku znajdują się liczne pawilony, m.in. szklarnia, w której rośnie 39 odmian tulipanów, podarowanych w 1977 roku przez księżniczkę holenderską.

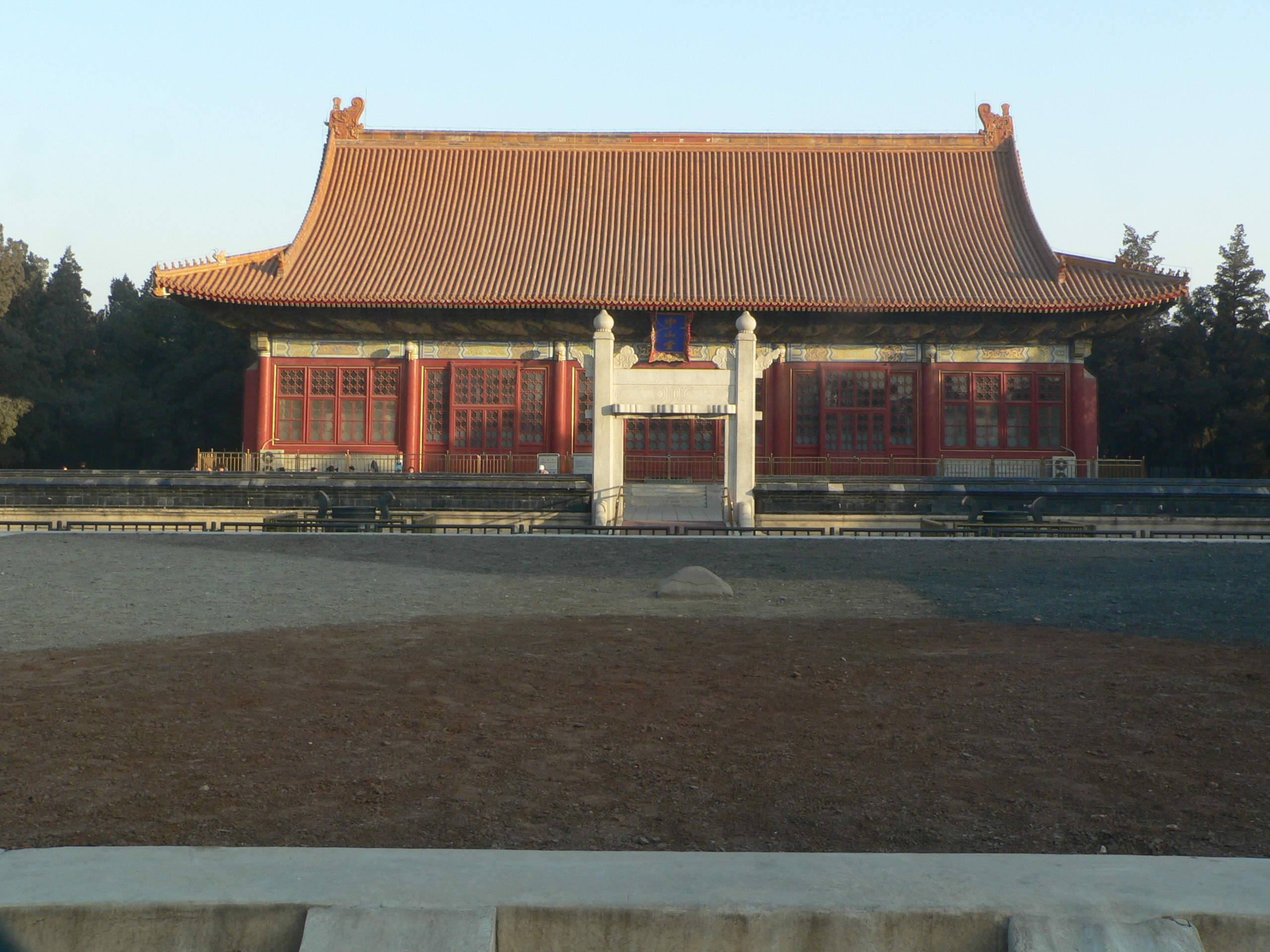
Ołtarz Ziemi i Zbiorów

Główną budowlą parku jest położony w jego północnej części, wzniesiony w 1421 roku ołtarz Ziemi i Zbiorów (Shejitian, 社稷坛), na którym dawniej dwa razy do roku, wczesną wiosną i jesienią, cesarze składali ofiary w intencji dobrych plonów. Zachowany do dzisiejszego dnia ołtarz ma postać pawilonu umieszczonego na olbrzymim tarasie otoczonym marmurową balustradą i podzielonym na pięć części reprezentujących cztery strony świata oraz środek, w którym się zbiegają. Każdą z części tarasu wypełniono ziemią innego koloru. Przed wejściem na teren ołtarza umieszczono dwa kamienne lwy, odkopane w 1918 roku w ruinach świątyni w Taming w prowincji Hebei. W jego wschodniej części znajduje się zbudowany współcześnie amfiteatr, będący miejscem przedstawień teatralnych i koncertów.